# Garłacz angielski
Garłacz angielski jest to jedna z ras gołębi, wywodząca się z Wielkiej Brytanii.
Garłacze angielskie zaklasyfikowane są do grupy gołębi dętych. Charakterystyczną cechą tej rasy jest silnie wydłużona i prawie pionowa sylwetka oraz rozdęte w kształt balona wole. Nogi mogą osiągać długość ok. 18 cm. Zarówno na śródstopiu, jak i podudziu znajdują się krótkie pióra, dłuższe pokrywają palce.
Garłacze angielskie mają słabą zdolność lotową, cechują się także niską płodnością.